# 迈克·哈里斯 (冰壶运动员)
迈克·哈里斯（英語：Mike Harris，1967年6月9日—），生于安大略省，加拿大男子冰壶运动员。他曾代表加拿大参加1998年冬季奥林匹克运动会冰壶比赛，获得一枚银牌。